# Ruta 11 (Paraguay)
Die Ruta 11, auch Juana de Lara genannt, ist eine Schnellstraße in Paraguay. Die Straße ist eine Ost-West-Route von Antequera bis nach Capitán Bado an der Grenze zu Brasilien. Die RN11 ist 228 Kilometer lang.

## Straßenbeschreibung
Die Ruta 11 beginnt in der Stadt Antequera am Río Paraguay. Die Straße verläuft östlich durch den dünn besiedelten Nordosten von Paraguay. Es gibt nur wenige bedeutende Städte an der Route. Ein kleiner Teil der Strecke ist doppelt nummeriert mit der Ruta 3. Die Straße verläuft östlich durch die Savanne, mit restlichen Teilen des Regenwalds. Die Ruta 11 endet an der Grenze zu Brasilien in Capitán Bado.

## Geschichte
Die RN11 ist traditionell eine sekundäre Route. Der westliche Teil der Straße wurde um 2005 gepflastert und der östliche Teil der Straße war im Jahr 2013 komplett unbefestigt.